# Facundo Garcés
Facundo Garcés, né le 5 septembre 1999 à Santa Fe en Argentine, est un footballeur international malaisien qui évolue au poste de défenseur central au Deportivo Alavés.

## Biographie

### En club
Né à Santa Fe en Argentine, Facundo Garcés est formé par l'un des clubs de sa ville natale, le CA Colón, un club dont il est supporter depuis son plus jeune âge. C'est l'entraîneur Eduardo Domínguez (en) qui le repère et l'intègre en équipe première afin de lui donner sa chance. Garcés signe son premier contrat professionnel avec son club formateur le 30 septembre 2020, à l'âge de 21 ans.
Il commence sa carrière professionnelle avec ce club, jouant son premier match le 4 décembre 2020, à l'occasion d'une rencontre de championnat face au CA Central Córdoba. Il est titularisé lors de cette rencontre remportée par son équipe sur le score de deux buts à zéro.
Le 24 janvier 2022, Garcés prolonge son contrat avec le CA Colón, il est alors lié au club jusqu'en décembre 2024.
Le 6 avril 2022, Garcés joue son premier match de Copa Libertadores face au CA Peñarol. Il est titularisé lors de ce match qui se solde par la victoire des siens (2-1).

### En sélection
Facundo Garcés est éligible pour jouer pour l'Argentine ou la Malaisie en sélection. Il obtient la nationalité malaisienne en 2025 et fait le choix de représenter ce pays. Il est appelé pour la première fois avec l'équipe nationale de Malaisie en juin 2025,. Il honore sa première sélection avec la Malaisie lors de ce rassemblement, face au Viêt Nam le 10 juin 2025. Il est titularisé et son équipe l'emporte par quatre buts à zéro.